# Giacomo Carlo Denina
Giacomo Carlo Denina, també anomenat Carlo Giovanni Maria Denina o simplement Carlo Denina (Revello, Piemont, 28 de febrer de 1731 - París, 5 de desembre de 1813) fou un historiador, sacerdot i bibliotecari italià.
Educat a Saluzzo i Turin, el 1756 es va graduar com a doctor en teologia. Ensenyà teologia i retòrica a la Universitat de Torí (1770), però en fou desposseït per les seves idees nacionalistes. Entre el 1769 i el 1772 publicà la seva obra fonamental, Le rivoluzioni d'Italia. El 1782, per invitació de Frederic el Gran, se'n va anar a Berlín, on va romandre molts anys, en el transcurs dels quals va publicar l'Essai sur la vie et le regne de Frédéric II (1788). Posteriorment, marxà a Florència on publicà Storia delle rivoluzioni della Germania (1804). El 1804 es traslladà a París, on fou nomenat bibliotecari imperial, per invitació de Napoleó. A París va publicar el 1805 el seu Tableau de la Haute Italie, et des Alpes qui l'entourent.